# Collection: 1973–2012
Collection: 1973–2012 es un álbum recopilatorio del músico estadounidense Bruce Springsteen, publicado por la compañía discográfica Columbia Records en abril de 2013. El álbum, que abarca más de cuatro décadas de la carrera musical de Springsteen, incluye 14 canciones acreditadas a Springsteen y cuatro temas interpretados con la E Street Band. Dos canciones, «Badlands» y «The Promised Land», fueron remasterizadas para la edición.

## Lista de canciones
1. "Rosalita (Come Out Tonight)" (7:01)
2. "Thunder Road" (4:48)
3. "Born to Run" (4:30)
4. "Badlands" (4:01)
5. "The Promised Land"  (4:28)
6. "Hungry Heart" (3:19)
7. "Atlantic City" (3:56)
8. "Born in the U.S.A."  (4:39)
9. "Dancing in the Dark" (4:02)
10. "Brilliant Disguise" (4:15)
11. "Human Touch" (5:09)
12. "Streets of Philadelphia" (3:14)
13. "The Ghost of Tom Joad" (4:22)
14. "The Rising" (4:47)
15. "Radio Nowhere" (3:18)
16. "Working On a Dream" (3:28)
17. "We Take Care of Our Own" (3:53)
18. "Wrecking Ball" (5:49)